# DJ Hum
DJ Hum, de son vrai nom Humberto Martins Arruda (né le 9 juillet 1967 à São Paulo), est un rappeur et DJ brésilien. Selon la presse spécialisée brésilienne, il est parmi les DJ les plus importants du hip-hop brésilien.

## Biographie
Le premier contact de Humberto Martins avec la musique a été de jouer du tambourin dans les batucadas avec ses amis à Ferraz de Vasconcelos. Progressivement, il commence à promouvoir ses morceaux avec sa série de compilation, et en empruntant certains à des invités. À cette époque, Humberto devient Hum et commence à s'intéresser à la musique noire américaine, en particulier au funk et à la soul, sans pour autant négliger son intérêt pour Jorge Ben.
En 1999, il fait son premier voyage en Europe et joue au festival MIDEM à Cannes, en France, lors de l'événement Brazil, New Generation, où le mélange de hip-hop et de musique brésilienne fait sensation auprès d'un public de 3 000 personnes. Chico César, Paulinho Moska, Zeca Baleiro, Verônica Sabino et André Abujamra jouent également lors de cet événement.
Au cours de sa carrière, DJ Hum réalise des remixes pour des artistes brésiliens tels que Paula Lima, Negritude Junior et des artistes hip-hop. Il produit des albums de breakbeats, de hip-hop et de RnB, et participe à plusieurs albums d'artistes issus des styles et genres musicaux les plus divers, tels que Chico César, Comunidade Ninjtsu, Ira!, Fernanda Abreu, Rita Ribeiro et des artistes de funk, entre autres.
Entre 2002 et 2004, il est consultant musical et producteur pour TV Record, travaillant sur le programme Turma do Gueto.
Depuis 2015, Hum présente une émission de radio le samedi sur 105 FM São Paulo. En 2018, il sort son premier album solo, DJ Hum e o Expresso do Groove.

## Discographie
- 1988 : Hip Hop Cultura de Rua (compilation)
- 1989 : Pergunte a Quem Conhece
- 1990 : Hip Hop na Veia
- 1992 : Humildade e Coragem são as Nossas Armas para Lutar
- 1996 : Preste Atenção
- 2001 : Assim Caminha a Humanidade

## Distinctions
| Année | Prix         | Catégorie                  | Réf   |
| ----- | ------------ | -------------------------- | ----- |
| 2000  | Prêmio Hutúz | Meilleur DJ d'un groupe    | [ 5 ] |
| 2009  | Prêmio Hutúz | Meilleur DJ de la décennie | [ 6 ] |